# واين بارنز
واين بارنز (بالإنجليزية: Wayne Barnes)‏ هو حكم اتحاد الرغبي ‏ ومحام بالقضاء العالي بريطاني، ولد في 20 أبريل 1979 في Lydney ‏ في المملكة المتحدة.